# Васо Комненић
Васо Комненић (Косовска Митровица, 15. мај 1955) српски и југословенски је универзитетски професор, научни радник и бивши скакач у вис.

## Биографија
Представљао је Југославију на Летњим олимпијским играма 1980. и освојио 6. место у скоку у вис. Био је члан атлетског клуба Црвени старт.
Докторирао је са тезом Механизована резидба важнијих сорти јабука у периоду плодоношења 2001. године на Пољопривредном факултету у Земуну.
Био је запослен у ПКБ ИНИ Агроекономик и ПКБ Корпорацији.
Од октобра 2008. предаје у Високој пољопривредној школи струковних студија Шабац, у својству професора за предмете из области пољопривредне механизације

## Дела
Одабрани научни радови
- Živković, M., Urošević, M., Komnenić, V. (2008): Tehnološki i tehnički aspekti mehanizovane sadnje višegodišnjih zasada, Poljoprivredna tehnika, god. XXXIII, br 3, Beograd, 33-39.
- Živković, M., Urošević, M., Komnenić, V., Dražić, D., Radivojević, D. (2009): Aspekti obrade zemljišta u višegodišnjim zasadima, Poljoprivredna tehnika, god. XXXIV, br 3, Beograd, 65-69.
- Urošević, M., Živković, M., Komnenić, V. (2009): Tehničko- tehnološki aspekti obrade ostataka rezidbe u voćnjacima, Poljoprivredna tehnika, god. XXXIV, br 3, Beograd, 95-100.
- Živković, M., Urošević, M., Komnenić, V. (2010):  Eksploatacioni pokazatelji rada traktorsko-mašinskih agregata za osnovnu obradu zemljišta u višegodišnjim zasadima, Poljoprivredna tehnika, god XXXV, br. 3, Beograd, 85-93.
- Živković, M., Komnenić, V., Urošević, M., Mitrović,D. (2011):  Eksploatacioni pokazatelji rada TMA za dopunsku obradu zemljišta u višegodišnjim zasadima, Poljoprivredna tehnika, god XXXVI, br. 3, Beograd, 59-67.
- Živković, M., Oljača, M., Komnenić, V., Gligorević, K., Dražić, M. (2019): Osnovna obrada zemljišta u višegodišnjim zasadima sa rotacionim ašovom, Poljoprivredna tehnika- naučni časopis, god XLIV, br. 3, Beograd, 34-43.
- Simić Antonijević, Dragana, Spasojević, S., Komnenić, V. (2014): Održivi razvoj i energetska efikasnost u fokusu potrošača, Naučno-stručni časopis „Energetske tehnologije“, broj 3, god. 11, ISSN: 1451-9070, Zrenjanin, 55-61.